# سراج قاری
جعفر بن احمد سَرّاج با کُنیهٔ ابومحمد، شهرت‌یافته به سَرّاجِ قاری (۱۰۲۸- ۱۱۰۶) محدث، قاری، فقیه، زبان‌شناس، ادیب و شاعر عربی عراقی در سدهٔ پنجم هجری بود که در ادبیات برای اثرش «مصارع العُشّاق» که مجموعه روایات و حکایت و اشعار وابسته به عاشقان، برگرفته از ادبیات کهن شرقی و اسلامی و ادبیان نوین روزگارش است.